# Heřman z Nostic-Rienecku
Heřman hrabě z Nostic-Rienecku (německy Hermann Graf von Nostitz-Rieneck, 29. července 1812, Trmice – 27. prosince 1895, Praha) byl český šlechtic z rodu Nosticů a generál rakouské císařské armády. V armádě sloužil od roku 1829, jako vyšší důstojník se vyznamenal během potlačení revoluce v Uhrách. Později působil jako velitel na různých místech monarchie a nakonec dosáhl hodnosti c. k. generála jezdectva (1892).

## Životopis

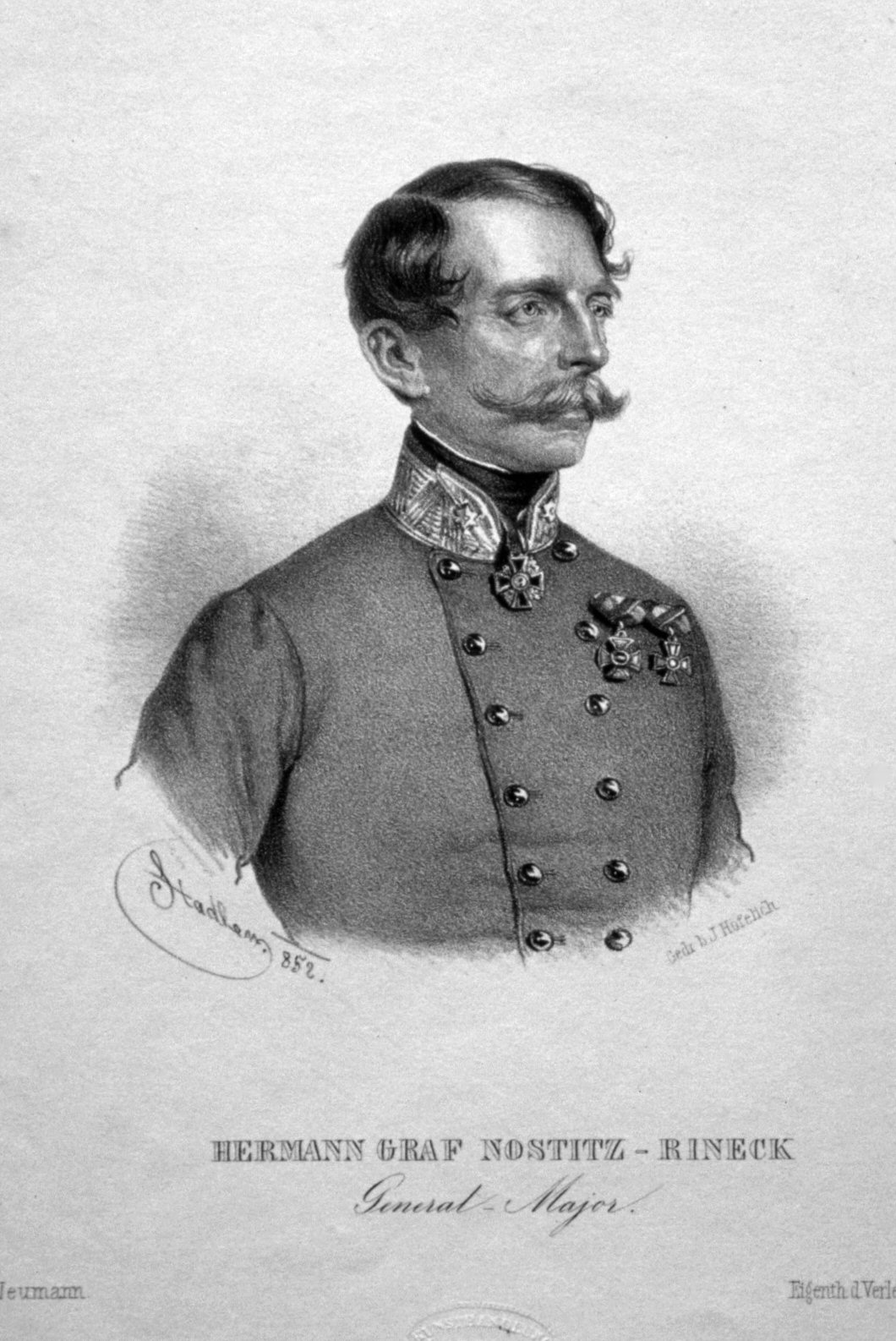
Heřman z Nostic-Rienecku (1852)

Narodil se v Trmicích do početné rodiny vojevůdce napoleonských válek Jana Nepomuka z Nostic (1768–1840) z falknovské rodové větve Nosticů. Matka Antonie (1783–1830) pocházela z rodu Šliků. 
Do armády vstoupil v roce 1829, od roku 1833 sloužil jako rytmistr u jezdeckého pluku svého otce. V roce 1842 byl jmenován c. k. komořím, vyznamenal se během bojů v Uhrách (1848–1849) a v roce 1849 dosáhl hodnosti plukovníka. Za svou účast na potlačení uherské revoluce získal Vojenský řád Marie Terezie a ruský Řád sv. Anny. V roce 1851 byl povýšen na generálmajora a jako polní podmaršál (1859) byl velícím generálem v Záhřebu. V letech 1862–1864 sloužil v Čechách a poté byl velitelem v Sedmihradsku. V roce 1866 byl jmenován c. k. tajným radou a o rok později odešel do výslužby. Mimo aktivní službu dosáhl ještě v roce 1892 hodnosti generála jezdectva.
V roce 1839 se v Praze oženil s princeznou Vilemínou Františkou z Auerspergu (1813–1886), dcerou Karla Viléma II. a sestrou významných politiků Karla Viléma a Adolfa Viléma z Auerspergu. Z jejich manželství pocházeli dva synové, starší Albert Karel (1843–1929) sloužil též v armádě a zastával vysoké funkce u dvora.
Heřmanův starší bratr Albert František (1807–1871) byl významným politikem v Čechách a třikrát zastával funkci nejvyššího maršálka Českého království. Další bratr Zikmund (1815–1890) sloužil v armádě a dosáhl hodnosti podplukovníka. Vysokých hodností v armádě a u dvora dosáhli Heřmanovi synovci Jan z Nostic-Rienecku (1847–1915) a Václav Koc z Dobrše (1842–1912).